# Gunnar Larsson (moderat politiker)
Hans Johan Gunnar Larsson, född 19 februari 1968 i Råneå, Norrbottens län, död 30 augusti 2012 folkbokförd i Luleå domkyrkoförsamlingLuleå, var en svensk politiker. 
Från augusti 2000 verksam i Europaparlamentet på EPP-ED-gruppens pressavdelning. Politisk redaktör Norrbottens-Kuriren 1992-2000. Ledamot Moderata Ungdomsförbundets förbundsstyrelse 1992-1994. Kommunpolitiker i Luleå 1988-1993; kommunfullmäktige, kommunstyrelsen och tekniska nämnden. Ordförande Moderata Ungdomsförbundet i Norrbotten 1989-1991, senare hedersordförande.